# Вулиця Труша (Івано-Франківськ)
Вулиця Труша — найкоротша і найвужча вулиця Івано-Франківська, в його історичному центрі. Сполучає площу Ринок із вулицею Лесі Українки біля площі Міцкевича. Названа на честь видатного українського живописця-імпресіоніста Івана Труша. Через її вузькість (6 м завширшки) на ній ніколи не було тротуарів. 
Налічує тільки 4 будинки, три з них — пам'ятки архітектури, проте юридично до неї належить лише один — чотирииповерхова кам'яниця під № 4, збудована 1930 року на розі з вулицею Лесі Українки. Решта будинків виходять на цю вулицю причілками і приписані до перпендикулярних вулиць. 

## Історія
Виникла майже відразу після заснування міста. Спочатку називалася Божнича, бо впиралася в головну синагогу-божницю, яка стояла на місці скверика Руської Трійці. На Ринкову площу вулиця виходила не завжди — лише з 1942 р., коли за наказом нацистських окупантів було знесено південний ринковий квартал. Німецькі загарбники також розібрали старовинну синагогу-божницю, а вулицю назвали Темною. Після війни мала назву «Коротка» (іноді її називали Малою), доки у 1960-х не дістала ім'я радянського актора Василя Качалова. З 1995 р. перейменована на вулицю Труша.
На своєму південному кінці вулиця виходить на вулицю Лесі Українки, де знаходиться медичний університет, у головному корпусі якого до 1914 року розміщувалася регіональна дирекція австрійської залізниці, після чого туди перебрався магістрат, а в часи Польської Республіки там перебувало керівництво Станиславівського воєводства, після якого — банк і фінансова палата.